# Victor Hessens
Victor Charles Hessens, né le 19 avril 1868 à Gand et décédé à Heverlee le 9 septembre 1957 fut un homme politique flamand, membre du parti ouvrier belge.
Confectionneur de cigares de profession, Hessens devint membre en 1887 du syndicat représentatif, puis membre de direction en 1889, et enfin secrétaire de 1890 à 1897 lorsqu'il déménagea à Louvain, où il fut condamné pour avoir participé à une grève de la profession. En 1901, il déménagea à Suriel et ensuite à Farciennes (1904). En 1905, il devint gérant de la maison du peuple de Tirlemont. Il y cofonda la mutuelle Edmond Van Beveren, ainsi qu'un syndicat local de métallos dont il devint trésorier. En 1912, la maison du peuple le renvoya pour avoir divulgué un accord secret de désistement du POB en faveur du parti libéral aux communales. Il fut cependant élu député de l'arrondissement de Louvain en 1919 et en 1921 comme conseiller communal à Tirlemont. Un rajeunissement des cadres du POB le fit cependant renoncer à ces mandats en 1932.

## Sources
- Bio sur ODIS